# Pan Twardowski (film 1921)
Pan Twardowski – polski film niemy z 1921 roku w reżyserii Wiktora Biegańskiego, oparty na motywie mistrza Twardowskiego znanym z legend ludowych oraz licznych utworów literackich.
Film nie zachował się do naszych czasów. Nie jest też znana fabuła. Zachowały się jedynie tytuły poszczególnych części i aktów.
Tytuły poszczególnych części:
1. Na dworze królowej rusałek
2. Łowy diabelskie
3. Uczta Twardowskiego
4. Na dworze Iwana Groźnego
5. Miłość ojczyzny zmywa winy

Tytuły aktów:
1. Tańce nimfy i faunów
2. Zaloty diabła do królowej
3. Na czarciej polanie
4. Belzebub zwołuje nieczyste duchy
5. Pochód diabłów w swaty
6. Sabat czarownic
7. Napad na pana Twardowskiego
8. Czarnoksięskie sztuki
9. Polonez
10. Twardowski zaprzedaje duszę diabłu
11. Na Kremlu
12. Posłowie Polscy na dworze Iwana Groźnego
13. Pismo króla Stefana Batorego
14. Ulubienica cara
15. Batory pod Pskowem według słynnego obrazu Jana Matejki
16. Powrót z wojny
17. Karczma "Rzym"

## Obsada
- Bronisław Oranowski (Twardowski),
- Wanda Jarszewska (Pani Twardowska),
- Antoni Nowara-Piekarski (Iwan IV Groźny),
- Maria Krzyżanowska (królowa nimf),
- Mila Kamińska (ulubienica cara),
- Antoni Siemaszko (stary bojar),
- Władysław Grabowski (młody bojar),
- Stanisław Bryliński (diabeł),
- Paweł Dydek-Dudziński (Pokurcz),
- Władysław Lenczewski,
- Bruno Winawer,
- Stanisława Umińska